# 安齐奥赫·康捷米尔

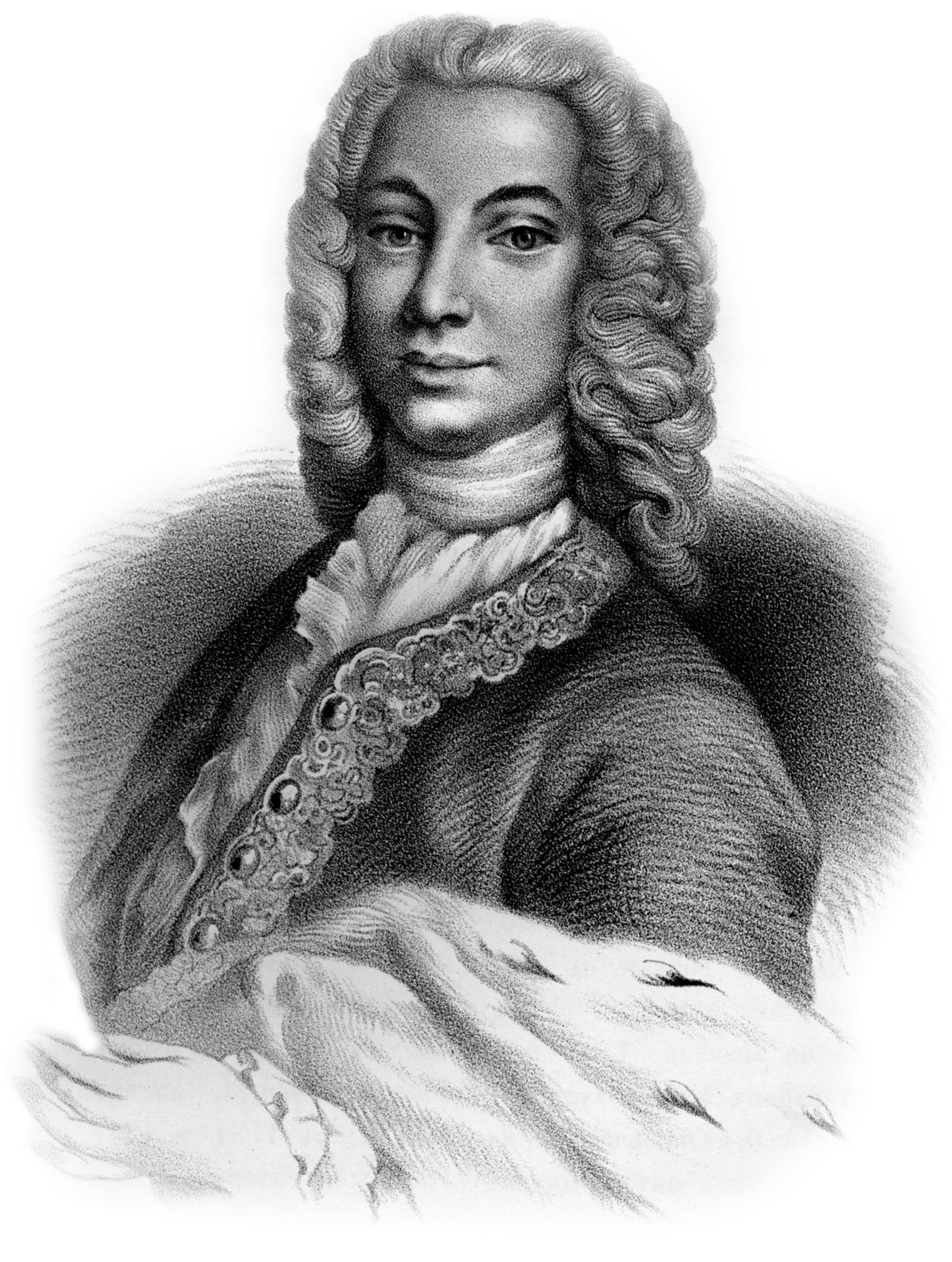
安齐奥赫·康捷米尔

安齐奥赫·德米特里耶维奇·康捷米尔（Антиох Дмитриевич Кантемир，1708年—1744年），俄国外交家、讽刺诗人。生于摩尔达维亚公爵家庭，父亲迪米特里耶·坎泰米尔曾是彼得一世的亲密战友。写过摩尔达维亚历史和地理作品，热心教育后人。康捷米尔从小受到严格教育，后入学习希腊文及拉丁文，毕业后进科学院听讲。1730年开始参加政治活动，反对保守。1732-1738年出任俄国驻伦敦外交代表。1738年至1744年出使巴黎。
他早年热爱写作，写过爱情诗，后把注意转向社会问题，从1729年起至1739年发表一系列讽刺诗，尤其是其中第一首《致智慧》充满嬉笑怒骂，是当时社会的真实写照。他通过翻译介绍外国名著(如波瓦洛的《诗论》等)，开一代风气。别林斯基说过：“康捷米尔不仅用俄语写作，而且是用俄国智慧写作。”